# Fielding Gray
Fielding Gray är en roman av Simon Raven, utgiven 1967. Romanen var den fjärde att publiceras i den svit som bär namnet Alms for Oblivion men är den första i själva kronologin (1945 - 73) då den utspelar sig sommaren 1945. 

## Persongalleri
- Gregory Stern – Förläggare som utger Grays memoarer.
- Fielding Gray – Student och senare militär. Huvudperson i romanen med samma namn. Förstör sin akademiska karriär genom att förföra Christopher Roland och blir slutligen militär.
- Somerset Lloyd-James – Student och streber. Vän med Gray och Morrison. Försöker komma sig upp i den akademiska världen och lyckas genom att Gray förstör för sig själv.
- Peter Morrison - Student. Har mist sin bror i andra världskriget. Gör värnplikten alldeles mot slutet av berättelsen.
- Christopher Roland – Student som Gray är förälskad i. Gray betraktar honom dock till en början som vacker men lite dum. Förförelsen har dock konsekvenser i och med att den olyckligt förälskade Roland efter många känslomässiga turer tar sitt liv.
- Roger Constable – Tutor på Lancaster College. En man med hög moral som länge vill ge Gray en chans men som slutligen tar sin hand ifrån honom.
- Usher – Senior på skolan. Ger Gray en del goda råd.
- Kapten Detterling – Militär och f d student på skolan.
- Ivan Blessington – Student.
- Paget – Student.
- “Glinter” Parkes – Student.
- Mr. och Mrs. Jack Gray – Grays far är en flåbuse och företagare som ärvt sina pengar och är allmänt otrevlig mot sin son. Försöker med sin kompanjon Mr. Tuck att få iväg Gray till en teplantage i Indien. Fadern blir även frestad av den unga Angela Tuck och hamnar i säng med henne där han dör i hjärtslag sedan en spionerande Fielding slagit till dörren med en smäll. Mrs Gray framstår som en lättledd kvinna men visar sig senare handlingskraftig. Dessvärre blir hon påverkad av makarna Tuck att följa i sin mans fotspår och försöka sabotera sonens akademiska karriär samt få iväg honom till Indien.
- Mr. Tuck – Försupen skojare. Vill ha iväg Fielding till Indien. Gift med den unga Angela.
- Angela Tuck - Mrs. Tucks unga hustru (21 år 1945). Mycket lättfotad och omoralisk i allmänhet.

## Handling
Handlingen tar sin början strax efter att kriget i Europa slutat, på den skola där Fielding Gray och hans vänner går. Man håller en minnesgudstjänst för de många som stupat och Gray lyssnar med stigande otålighet då man bl.a. läser upp Andrew Morrison, äldre bror till hans vän Peter Morrison. Gray nämner tidigt att han är intresserad av Christopher Roland och efter många turer har de sex på ett höloft efter en baseballmatch. Det hela går ej så bra och Roland börjar gråta och anser att Gray bara ser honom som snygg men dum samt är överlägsen rent allmänt. Senare vill han dock träffa honom igen men Gray skyggar då han är rädd för skandalen eftersom folk börjat prata. Han är även lite generad över att hans gamle favoritlärare Frank avled precis då han var på höloftet och ingen lyckades få tag i honom. Peter Morrison kritiserar Grays relation med Roland då han anser den kan skada den senare.
Gray åker sedan hem till sina föräldrar och har omgående otrevliga sammanstötningar med sin dominerande far. Strax därpå introduceras makarna Tuck, den 50-årige Mr. Tuck och den 20-åriga Angela, i hushållet. Kontentan av det hela är att Mr. Tuck, en lätt försupen skojare, vill få med sig landsmän till en teplantage i Indien, något Jack Gray tycker vore utmärkt för sin son. Fielding ämnar dock börja studera latin och grekiska i Cambridge. Fielding brevväxlar med Christopher, vilken bl.a. skickar ett signerat foto som Fielding stoppar undan i ett skrivbord. Han flirtar med Angela som rentav lovar honom en sexuell relation på längre basis om han följer med till Indien. På fredsdagen i september 1945 är Fielding ute i myllret och träffar flickan Dixie (och hennes syster Phyllis) som han kladdar på innan han snabbt gör sorti.
Då han besöker Angela hör han henne i sovrummet med sin far och han blir så rasande så han hårt slår till dörren då han går. När han kommer hem talar hans mor om att Angela just ringt och talat om att fadern dött i hjärtinfarkt under ett besök. Modern verkar acceptera detta och ärver hela förmögenheten samtidigt som makarna Tuck blir goda vänner med henne. Hon reser emellertid bort en tid och Fielding roar sig med sina vänner. Han har bl.a. ett fylleslag tillsammans med flera av sina kamrater, som slutar med att Lloyd-James kräks. Några dagar senare träffar han och Lloyd-James på en berusad Angela, som just fyllt 21. Hon bjuder hem dem båda och det slutar med klädpoker varefter hon kastar ut Fielding och har sex med Lloyd-James. Strebern Lloyd-James förklarar senare för Gray att han nu måste bli tagen på större allvar i kamratkretsen och att han även aspirerar på den post (”Head of School”) som Gray tänkt sig för egen del. Tillsammans med Peter Morrison och dennes far går man på en hästkapplöpning där jockeyn råkar döda familjens favorithäst Tiberius. Peter rycker därefter in i armén och hamnar i Indien (skildrat i Sound The Retreat).
Brev från Christopher samt rapporter från vänner antyder att denne är väldigt nere. Gray äter middag med Tucks och det hela slutar obehagligt då man börjar diskutera Indien varvid han förolämpar dem båda. Han besöker senare en prostituerad för att få reda på hur det är att vara med en kvinna. Vid möte med Headmaster på sin skola får han veta att Christopher blivit arresterad för misstänkt beteende utanför en militärbas och att han kommer att få tala med psykologer m.m. Strax därpå nås Fielding av nyheten om att Christopher skjutit sig med sin fars revolver. Fielding och de andra vännerna går på begravningen. På vägen tillbaka plockar man upp en okänd soldat, vilken också varit på begravningen. Han berättar att han var på basen där Christopher blev arresterad och att denne brukade muntra upp honom med sina leenden och sitt vänliga sätt. Fielding får även ett brev från denne där Christopher via sin Tutor (vars namn inte nämns) fått höra att Fielding inte är så intresserad av honom. Därefter sätter sig Fieldings mor på tvären sedan hon hittat fotot på Christopher i skrivbordslådan varvid hon tänker sabotera planerna angående Cambridge. Under ett hetsigt uppträdde slåss till och med mor och son.
Då det hela kommit ut blir det svårt för Fielding att komma till Cambridge men Senior Usher lovar att betala för hans utbildning på Lancaster College, där Constable även är beredd att ta emot honom. Fielding ska dock först göra militärtjänst och ämnar sen åka till Lancaster. En kväll träffar han dock på Peter Morrison i en mäss och denne berättar att han talat om för Fieldings mor om hans planer angående Lancaster. Han ansåg sig inte kunna sitta och ljuga för Fieldings mor, kort och gott. Rasande har modern rört upp himmel och jord och har berättat allt för Constable (inklusive att han ljugit för henne och även slagit henne). Constable, som föga brytt sig om Grays homosexuella böjelser tar dock sin hand ifrån honom p.g.a. detta. Det hela resulterar i att Gray, som tidigare uppmanats till just detta av kapten Detterling, tar värvning för gott i armén eftersom han absolut inte tänker åka till Indien. Sammanbitet satsar han istället på rollen som yrkesmilitär. I slutet av boken beskriver han ett kort och ganska bittert möte med Peter Morrison på ön Santa Kytherea (där han är stationerad) 1955. Peter erkänner att Fielding Gray blev en främling för honom redan mot slutet av sommaren 1945.